# صوفيا دي ميللو
صوفيا دي ميللو براينر أندرسون (بالبرتغالية: Sophia de Mello Breyner Andresen‏) (مواليد 6 نوفمبر 1919 في بورتو، 2 يوليو 2004 في لشبونة) كاتبة وشاعرة برتغالية كانت واحدة من الشعراء البرتغالين الأكثر أهمية في القرن العشرين. منحت جائزة كامويس في 1999 كان، وهي أول امرأة برتغالية لاستلام الجائزة الأكثر أهمية في الأدب باللغة البرتغالية. عام 2003 كما فاز بجائزة الملكة صوفيا للشعر الإيبيري الأمريكي.
ولدت صوفيا سنة 1919 بمدينة بورطو من عائلةٍ أرستقراطيةٍ انحدرت سلالتها من الدانمارك. التزمَت سياسياً في إطار اليسار، ضمن الحزبِ الاشتراكي البرتغالي الذي كان يرأسه المناضل الكبير ماريوسْ سواريسْ. فساهمت في كل المعارك التي خاضها الشعب البرتغالي ضد الديكتاتورية العسكرية، في أفقِ تحقيقِ الحياة الديمقراطية. ورغم أُصُولها الاجتماعية الأرستقراطية، فإنها بفضل التزامها ومواقفها التقدمية ومكانتها الشعرية والأدبية أساساً أضحتْ وَجْهاً شعبياً محبوباً في بلادها. وبفضل هذه المكانة المتميزة، رَشَّحَها حِزْبُها للانتخابات التشريعية، ففازت وأصبحت عضوا في البرلمان البرتغالي. وظلت تسكن في حي غراسا بلشبونة، حيث حظيت بكل أَنواع التقدير الشعبي والرمزي إلي أن تدهور وضعها الصحي، لتسلم الروح - بعد مصارعة للمَرَض - في 2 يوليوز 2004.
اعتُبِرَتْ صُوفْيا (كان الجميع ينادونها بهذا الاسم فقط) «السيدة الأولي» للحياة الأَدبية والشعرية في البرتغال. وتَوَّجَتْ مَسَارَها بحصولها علي جائزة كَامْوِيشْ (1999)، وهي أعلي تتويج يمكن أن يحظي به شاعر برتغالي أو غير برتغالي يكتب باللغة البرتغالية. وقد عَبَرَتِ القَرْنَ العشرين بقُوةٍ شِعْريةٍ، بقوةِ إرَادَةٍ، وبقوةِ حضورٍ إنساني ونضالي مُشِع. وكل الذين تعرفوا عليها عَنْ كَثَبٍ، نَقَلُوا عنها صورةَ امرأةٍ رقيقةٍ، ووديعةٍ، ومُتَوهِّجةٍ.. فكراً وممارسةً. فلم تخفض جَنَاحَها للواقع الذي كان سائداً، ولا للسلطة الاستبدادية في بلادها، بل التزمَتْ في مقدمةِ جبهاتِ الصراع، وفي زمنٍ كان قد «أخذ الرجَالُ يتَخلَّون فيه».
ورغم موقعها السياسي والاجتماعي، فإنها كانت حريصة أولاً وبالأَساس علي موقعها كشاعرة، ثم ككاتبة مبدعة لقصص وحكايات الأَطفال. وعُرفت بِشِعْرٍ يمتلك عيناً فاحصةً، ويعرفُ كيف ينفتح علي الماضي المتَعدّد حيث ظلالُ التاريخ والأسطورة والأمكنة الإغريقية المُتَبقّية، وحيث الاستِحْضَارُ المُدَاوِم للتمثالِ اليوناني بكُلِّ حُمُولته ولصورة المَسِيح، وأَيضاً الاستعادة الخَلاَّقَة لصورة وتفاصيل حياة بّْسُوَّا، الشاعر البرتغالي الذي تحول بدوره إلي أسطورة معاصرة. كما اغْتَنَتْ شِعْرياً من استيائها من الأجواءِ الرَّقَابية التي كانَتْ سائدَةً في بلادها، واستثمرتْ لاَحِقاً التزامَها السياسي التقدمي في ترميم الثَّرَاءِ اللاَّزَمَني للحقيقي والملموس، وللإيماءات البسيطة للناس، ولذاكرة القرون التي ترافِقُنا من خلال الآثار والمَعَالِم، مما كان يُصِيبُها بما أسْمَاهُ بعض النقاد الفرنسيين (كلود ميشال كلوني في مجلة Lire، ماي 2000) بـ«سَوْرَةِ المَرْئي».

## روابط خارجية
- صوفيا دي ميللو على موقع IMDb (الإنجليزية)
- صوفيا دي ميللو على موقع ميوزك برينز (الإنجليزية)
- صوفيا دي ميللو على موقع ديسكوغز (الإنجليزية)
- صوفيا دي ميللو على موقع قاعدة بيانات الفيلم (الإنجليزية)